# Xenia (phim)
Xenia (tiếng Hy Lạp: Ξενία) là một bộ phim truyền hình năm 2014 của đạo diễn Panos H. Koutras. Nó đã được chọn để cạnh tranh trong phần Un Sure Regard tại Liên hoan phim Cannes 2014, và trong phần Điện ảnh Thế giới Đương đại tại Liên hoan phim Quốc tế Toronto 2014. Đó là mục Hy Lạp cho giải thưởng Phim nói tiếng nước ngoài hay nhất tại 88th Academy Awards nhưng nó không được đề cử.

## Nội dung
Bộ phim kể về hai anh em, Dany, 15 tuổi, là người đồng tính và Odysseas (Ody), 18. Mẹ của họ, một ca sĩ Albania, vừa qua đời. Đối mặt với mối đe dọa bị trục xuất, hai anh em đi trên một con đường từ Athens đến Thessaloniki để tìm cha Hy Lạp của họ, và với anh ta khả năng có được quốc tịch Hy Lạp. Họ bị ám ảnh bởi những bài hát của ca sĩ người Ý Patty Pravo, và Ody, người có giọng hát hay, dự định hát một trong những bài hát của cô trong một cuộc thi tài năng.

## Diễn viên
- Kostas Nikouli vai Dany
- Nikos Gelia vai Odysseas
- Yannis Stankoglou vai Lefteris
- Marissa Triandafyllidou vai Vivi
- Aggelos Papadimitriou vai Tassos
- Romanna Lobats vai Maria-Sonia
- Patty Pravo vai cùng tên
- Ioulios Tziatas vai Moustafa